# Constantin Ciopraga
Constantin Ciopraga (n. 12 mai 1916, Pașcani, Iași, România – d. 2 februarie 2009, Iași, România) a fost un critic și istoric literar român, poet, memorialist, profesor universitar, scriitor, membru de onoare al Academiei Române. A fost fiul lui Constantin Ciopraga, tâmplar și al Elenei (născută Nistor).

## Studii
- Clasele primare (1923 - 1927) și gimnaziale (1927 - 1932) la Pașcani.
- Liceul „Nicu Gane“ din Fălticeni (1933 - 1937)
- Facultatea de Litere și Filosofie a Universității din Iași (1937 - 1942)

## Stagiul militar
- Școala de Ofițeri de Rezervă din Bacău (1939 - 1940)
- Pe front între 1941 - 1942
- Prizonier (1942 - 1946) în U.R.S.S., din 19 noiembrie 1942

## Activitate profesională
- Profesor la Seminarul Teologic „Veniamin Costachi” din Iași (1947 - 1949)
- Profesor la „Liceul mixt” din Pașcani (1947 - 1949)
- Cadru didactic la Facultatea de Filologie a a Universității din Iași (din 1949)
- Lector la Facultatea de Filologie a a Universității din Iași (din 1951)
- Conferențiar la Facultatea de Filologie a a Universității din Iași (din 1957)
- Profesor la Facultatea de Filologie a a Universității din Iași (din 1962)
- Șeful Catedrei de literatură română și comparată (1963 - 1983)
- Lector de limba română la Sorbona, Paris (1959 - 1962)
- Rector al Institutului Pedagogic din Suceava (1962 - 1965)
- Doctor în filologie al Universității din București (din 1956)
- Doctor docent al Universității „Alexandru Ioan Cuza” din Iași (din 1968)
- Director al revistei Cronica (1966 - 1970)

## Distincții
- Ordinul „Steaua Republicii Populare Romîne” clasa a V-a (21 august 1954) „pentru merite deosebite pe tărîmul construcției de stat, economice, sociale și culturale, cu ocazia celei de a zecea aniversări a eliberării patriei noastre”[3]
- Ordinul „Steaua Republicii Populare Romîne” clasa a IV-a (10 august 1964) „pentru merite deosebite în opera de construire a socialismului, cu prilejul celei de a XX-a aniversări a eliberării patriei”[4]
- Ordinul „Meritul Științific” clasa a III-a (26 septembrie 1966) „pentru merite deosebite în activitatea științifică, cu prilejul Centenarului Academiei Republicii Socialiste România”[5]
- Ordinul național Steaua României în grad de Cavaler (16 ianuarie 2002) „pentru meritele avute în creația artistică și promovarea culturii românești în țară și peste hotare, pentru abnegația deosebită în slujirea instituțiilor culturale din Moldova”[6]

A fost Membru de onoare al Academiei Române (din 12 noiembrie 1993).

## Familie
A fost căsătorit cu Margareta Ciopraga, profesoară la Liceul de Arte din Iași, cu care are o fiică, Magda Ciopraga, profesor universitar la Facultatea de Litere și Filosofie a Universității „Alexandru  Ioan Cuza” din Iași. A avut un frate, Aurel Ciopraga, profesor universitar la Facultatea de Drept din Iași.

## Debut
- În revista "Luminița" din Pașcani (1931)

## Colaborări
- "Curentul literar"
- "Curier ieșean"
- "Viața Basarabiei"

## Volume
- „Calistrat Hogaș“, București 1960
- „George Topârceanu“, București 1966
- „Mihail Sadoveanu“, București 1966
- „Portrete și reflecții literare“, București 1967
- „Literatura română între 1900 și 1918“, Iași, Junimea, 1970
- „Hortensia Papadat-Bengescu“, București 1973
- „Personalitatea literaturii române“, Iași 1973 (versiune franceză 1985, versiune engleză 1981, ed. revăzută și adăugită, 1997)
- „Ecran interior“, versuri, Iași 1975
- „Între Ulysse și Don Quijote“, Iași 1978
- „Mihail Sadoveanu. Fascinația tiparelor originale“, București 1981
- „Propilee. Cărți și destine“, Iași 1984
- „Nisipul“, roman, București 1989
- „Poezia lui Eminescu. Arhetipuri și metafore fundamentale“, Iași 1990
- „Amfiteatru cu poeți“, Iași 1995 (ed. II revăzută, 2001)
- „Caietele privitorului tăcut“, memorii, Iași, Institutul European, 2001, ISBN 973-611-068-0
- „Perspective“, studii critice, Iași 2001
- „Baltagul. Privire critică“, Cluj-Napoca, 2002

## Traduceri
- N.V. Gogol
- Jean Boutiere
- Gaetano Salveti
- Nino Muccioli

## Portret și sculptură
Corneliu Baba i-a făcut portretul în primăvara anului 1952. În Municipiul Pașcani există bustul lui Constantin Ciopraga, sculptat de Ilie Bostan.